# Prosenoides grandis
Prosenoides grandis là một loài ruồi trong họ Tachinidae.